# Borbándi János
Borbándi János (Gyorok, 1923. május 26. – Siófok, 1994. augusztus 6.) magyar közgazdász, miniszterelnök-helyettes, országgyűlési képviselő.

## Életpályája
Eredeti szakmája géplakatos volt. 1945-ben belépett a Magyar Kommunista Pártba. 1949–1953 között a csepeli Fémáru- és Szerszámgépgyár üzemi párttitkára volt. Az 1950-es években a Marx Károly Közgazdaságtudományi Egyetemen közgazdász oklevelet szerzett. 1953–1955 között a diósgyőri Lenin Kohászati Művek (LKM) párttitkára volt. 1955–1958 között a moszkvai pártfőiskolán is végzett. 1958–1961 között az MSZMP Budapesti Bizottság II. kerületi pártbizottságának első titkára volt. 1961-ben dandártábornok lett. 1961–1966 között a Honvédelmi Minisztérium politikai főcsoportfőnöke és honvédelmi miniszterhelyettes volt tartalékos vezérőrnagyi rangban. 1962–1989 között az MSZMP Központi Ellenőrző Bizottságának tagja volt.
1963–1967 között országgyűlési képviselő volt. 1966–1974 között az MSZMP KB Közigazgatási és Adminisztratív Osztályának vezetője volt Korom Mihály utódjaként. 1970-ben Harangozó Szilveszterrel Rákosi Mátyáshoz küldték, hogy aláírja azt a dokumentumot, amiben az állt, hogy csak akkor térhet haza, ha vállalja az itthoni házi őrizetet. 1970–1985 között az MSZMP Központi Bizottságának tagja volt. 1974–1984 között a Minisztertanács elnökhelyetteseként dolgozott a Fock-kormányban és a Lázár-kormányban. 1985-ben nyugdíjba vonult.
Sírja a Farkasréti temetőben található (940-2-11).

## Művei
- A kohászati pártszervek harca a terv teljesítéséért; Szikra, Bp., 2013 (Pártépítés kiskönyvtára; 42)